# Хрест Пеньяльби
Хрест Пеньяльби - це оброчний хрест Х ст., який дав король Раміро II Леонському Генадіо Астурському, ігумену монастиря Сантьяго де Пеньяльба із вдячністю за допомогу святого Якова в битві на Сіманкасі 939 р. Проти Абд-ар -Рахмана III. 